# Деца кукуруза (филм из 1984)
Деца кукуруза (енгл. Children of the Corn) амерички је натприродни слешер филм из 1984. године, редитеља Фрица Кирша, рађен по истоименој краткој причи Стивена Кинга. Главне улоге тумаче Питер Хортон и Линда Хамилтон. Радња је смештена у руралном подручју Небраске, где култ деце, који предводи Исак Хронер, убија одрасле, као део ритуала којим би обезбедили успешну жетву кукуруза.
Кинг је написао нацрт оригиналног сценарија, који се много више фокусирао на Берта и Вики, а и детаљније је приказао уздизање дечијег култа у Гатлину. Ова верзија сценарија је касније занемарена и филм је рађен по Голдсмитовој верзији која је садржала много више насилних сцена. Снимање се већим делом одвијало у Ајови и мањим у Калифорнији. Линда Хамилтон је одмах по завршетку снимања добила улогу у Терминатору.
Филм је добио осредње и претежно негативне критике. Сматра се једном од лошијих Кингових адаптација. Упркос томе, остварио је комерцијални успех и изродио серијал који чине 11 филмова. Први наставак објављен је 1992, под насловом Деца кукуруза 2: Последња жртва.

## Радња
У руралном насељу Гатлин, у Небраски, Исак Хронер успева да оформи дечији култ, који убија све одрасле у граду, с веровањем да ће им њихово жртвовање обезбедити успешну жетву кукуруза. Берт Стантон, са својом девојком Вики Бакстер, на путу за Сијетл пролази кроз Гатлин не слутивши шта их чека...

## Улоге
| Глумац          | Улога                 |
| --------------- | --------------------- |
| Питер Хортон    | Берт Стантон          |
| Линда Хамилтон  | Вики Бакстер          |
| Ар Џи Армстронг | Дил                   |
| Џон Френклин    | Исак Хронер           |
| Кортни Гејнс    | Малакај Бордман       |
| Роби Кигер      | Џоб                   |
| Ен Мари Макивој | Сара                  |
| Џули Мадалена   | Рејчел Колби          |
| Јонас Марлоу    | Џозеф                 |
| Џон Филбин      | Ричард „Ејмос” Дејган |